# Towarzystwo Zbieraczów Starożytności Krajowych
Towarzystwo Zbieraczów Starożytności Krajowych to towarzystwo archeologiczne, które powstało w 1841 roku w Szamotułach. Na jego czele stanął Jędrzej Moraczewski, który opracował statut, gdzie czytamy, że Towarzystwo zawiązano "w celu nagromadzenia do jednego miejsca zabytków starożytności, już to w ziemi ukrytych, już też po kątach poniewieranych, w celu powiększenia spisów druków rzadkich i zebrania obrazów życia dawniejszego; poznania rozsypanych po kraju pomników, zredagowania powieści miejscowych i podań ludu". 
Statut przewidywał m.in., iż "każdy członek mający na swej ziemi grodzisko, kopiec [...], szańce [...] smentarz przedchrześcijański czyli żal, lub mogiłę, albo jakie rozwaliny ze starego zamku [...] obowiązany jest o tym donieść".  Przewidywano sporządzanie dokumentacji, kopanie na koszt Towarzystwa i gromadzenie zabytków oraz pamiątek w gabinecie połączonym z biblioteką.
Towarzystwo faktycznie rozpoczęło pracę od początku 1841 roku. Dyrektorem był Jędrzej Moraczewski, zastępcą Emil Kierski, a sekretarzem Apolinary Żółtowski. W szczytowym okresie swej działalności Towarzystwo liczyło 38 osób. 
Zbiory Towarzystwa nie urosły do większych rozmiarów i mieściły się w jednej szafie. Rozwojowi organizacji stanęły na przeszkodzie wypadki polityczne w 1846 roku. Z polecenia władzy wyższej radca ziemski powiatu szamotulskiego rozwiązał Towarzystwo, zezwalając tylko na zebranie mające zadecydować o jego majątku, który zdeponowano w kościele parafialnym w Szamotułach. Dopiero po latach resztki zbiorów wyrewindykowano dla Towarzystwa Przyjaciół Nauk w Poznaniu. 